# Vera Kómisova
Vera Kómisova (Rusia, 11 de junio de 1953) es una atleta soviética retirada, especializada en la prueba de 100 m vallas en la que llegó a ser campeona olímpica en 1980.

## Carrera deportiva
En los JJ. OO. de Moscú 1980 ganó la medalla de oro en los 100 metros vallas, con un tiempo de 12,56 segundos que fue récord olímpico, llegando por delante de la alemana Johanna Schaller-Klier (plata con 12,63 segundos) y la polaca Lucyna Langer (bronce con 12,5 segundos).